# Euphoria
Euphoria („Еуфория“) е песен, изпълнена от Лорийн, която представя Швеция в Евровизия 2012. С всичките си 372 точки песента стана победител.
Написана е в си минор.

## В музикалните класации
- Белгия (Ultratip Flanders) – 66
- България (БАМП) – 3[2]
- Великобритания (UK Singles Chart) – 3 [3]
- Естония (Eesti Top 40) – 3 [4]
- Израел (Media Forest) – 3
- Ирландия (IRMA) – 1
- Исландия (Tonlist) – 23
- Литва (Lithuania Top 40) – 3
- Норвегия (VG-lista) – 1
- Румъния (Romanian Top 100) – 54 [5]
- Русия (Еврохит топ 40) – 1 [6]
- финландия (Suomen virallinen lista) – 1
- Швеция(Airplay) – 1 [7]
- Швеция (Digilistan) – 1 [8]
- Швеция (Sverigetopplistan) – 1